# Структура на революционните окръзи на ВМОРО, ВМРО и ВТРО
Териториалната структура на революционните окръзи и райони на Вътрешната македоно-одринска революционна организация и на Вътрешната македонска революционна организация.

## ВМОРО (1899 – 1908)
Основният принцип по който става делението на окръзи и райони е по административното разделение в рамките на самата Османска империя. Районите отговарят на околийските граници.
- Първи Солунски революционен окръг
  - Кукушки район
  - Солунски район
  - Дойрански район
  - Гевгелийски район
  - Ениджевардарски район
  - Воденски район
  - Тиквешки район

- Втори Битолски революционен окръг
  - Лерински район
  - Костурски район
  - Ресенски район
  - Охридски район
  - Кичевски район
  - Крушевски район
  - Демирхисарски район
  - Битолски район

- Трети Серски революционен окръг
  - Серски район
  - Драмски район
  - Неврокопски район
  - Демирхисарски (Валовищки) район
  - Разложки (Бански) район
  - Мелнишки район
  - Поройски район

- Четвърти Одрински революционен окръг
  - Малкотърновски район
  - Лозенградски район
  - Бунархисарски район
  - Чокенски район (Гечкинлийски)
  - Мустафапашански район
  - Ахъчелебийски район
  - Дедеагачки район
  - Гюмюрджински район
  - Узункюприйски район

- Пети Струмишки революционен окръг
  - Струмишки
  - Петрички
  - Радовишки
  - Малешевски
  - Горноджумайска

- Шести Скопски революционен окръг
  - Скопски район
  - Щипски район
  - Кратовски район
  - Кумановски район
  - Кривопалански район
  - Кочански район
  - Велешки район
    - Светиниколски район
    - Тетовски район[2]

### За време на Илинденско-Преображенското въстание
Представителите на Задграничното представителство на ВМОРО и ВМРО и симпатизиращите им български офицери от ВМОК и тайните офицерски братства изработват ново териториално разпределение. В това повече залягат на етническите и географските граници, отколкото на административно разделените околии. Първи солунски революционен окръг е разделен на два нови „Кожух“ и „Беласица“, като получава Поройската околия от Серски революционен окръг, станал въстанически окръг „Пирин“, и Петричка околия от Струмишкия революционен окръг („Огражден“). Последните два имат обща граница на река Струма като поделят Джумайска околия. Битолския („Пелистер“) и Одринския революционенни окръзи запазват териториалната си цялост, но допълнително са разделени на подрайони. Скопския окръг („Овче поле“) запазва също териториалната си цялост.
- Първи въстанически окръг „Пелистер“
  - Пелистерски район
  - Смилевски район
  - Лерински район
  - Костурски район
  - Долнопреспански район
  - Ресенски район
  - Охридски район
  - Демирхисарски район
  - Кичевски район
  - Крушевски район
  - Прилепски район
  - Поречки район

- Втори въстанически окръг „Кожух“
  - Гевгелийски район
  - Ениджевардарски район
  - Воденски район
  - Тиквешки район

- Трети въстанически окръг „Беласица“
  - Кукушки район
  - Солунски район
  - Дойрански район
  - Поройски район
  - Петрички район

- Четвърти въстанически окръг „Пирин“
  - Серски район
  - Драмски район
  - Неврокопски район
  - Демирхисарски (Валовищки) район
  - Разложки (Бански) район
  - Мелнишки район
  - Кресненско-Джумайски район

- Пети въстанически окръг „Огражден“
  - Струмишки район
  - Радовишки район
  - Малешевски район
  - Джумайски район

- Шести въстанически окръг „Овче поле“
  - Скопски
  - Щипски
  - Кратовски
  - Кумановски
  - Кривопалански
  - Кочански
  - Велешки

- Седми одрински въстанически окръг
  - I. Малкотърновско-Лозенградско-Бунархисарски район
  - II. Чокенски (Гечкенлиско-Одрински) район
  - III. Мустафапашанско-Одрински район
  - IV. Дедеагачко-Гюмюрджински район
  - V. Ахъчелебийско-Скеченски район

## ВМРО (1919 – 1934)
Между 1923 – 1924 година протичат Битолски, Серски, Струмишки, Скопски и Солунски окръжни конгреси на ВМРО, чиято цел е да подготвят предстоящия общ конгрес. На Битолския конгрес е предложено революционната територия да се раздели на три – Западна и Източна Македония и Македония под гръцка власт. На Струмишкия конгрес са представени околиите Струмишка, Поройска, Тиквешка, Петричка, Радовишка и Малашевска, Серския конгрес с околиите Разложка, Демирхисарска, Кавалска, Мелнишка, Сярска и Горноджумайска, Скопския конгрес с околиите Щипска, Кумановска, Царевоселска, Скопска, Кочанска, Паланечка, Кратовска, Велешка и Тетовско-Гостиварска, Солунския конгрес с околиите Дойранска, Кукушка, Солунска, Ениджевардарска, Воденска и Гевгелийска.
На Шестия конгрес на ВМРО от 1925 година е уточнена новата организационна подялба. Околиите Петричка, Разложка, Мелнишка и Горноджумайска са прехвърлени към Спомагателната организация на ВМРО.
- Битолски революционен окръг
  - Костурска околия
  - Битолска околия
  - Прилепска околия
  - Крушевска околия
  - Кичевска околия
  - Охридска околия
  - Стружка околия
  - Дебърска околия
  - Ресенско-Преспанска околия

- Скопски революционен окръг
  - Скопска околия
  - Тетовско-Гостиварска околия
  - Кичевска околия
  - Царевоселска околия
  - Щипска околия
  - Светиниколска околия
  - Велешка околия

- Солунския революционен окръг
  - Солунска околия
  - Кукушка околия
  - Ениджевардарска околия
  - Воденска околия
  - Маглишка околия
  - Негушка околия
  - Гевгелийска околия
  - Тиквешка околия

- Серски революционен окръг
  - Сярска околия
  - Демирхисарска околия
  - Драмска околия
  - Кавалска околия

- Струмишки революционен окръг
  - Поройска околия
  - Дойранска околия
  - Струмишка околия
  - Малешевска околия
  - Радовишка околия

## ВТРО (1919 – 1927)
Организационната структура на ВТРО е специфична. Действащата структура има опорни пунктове в окръжните и околийските градове и в по-централните села в Беломорието. Те се завеждани от пунктови началници и са създадени съгласно чл. 43 от Правилника на организацията.
Организирани са групи, съставени от чети.
- „Началник на революционните групи в Тракия“ и главен войвода е Таню Николов. Той командва 13 български и 7 турски чети действащи срещу гърците в Беломорска Тракия.

Групите са структурирани както следва:
- група „Зора“ с началник войводата Димитър Маджаров,
- група „Луна“ с началник капитан Асен Лазаров,
- I група с началник войводата д-р Константин Ненчев,
- II група с началник войводата Петър Чапкънов,
- III група на Рафаил Каракачанов и Стайко Запартов,
- IV група с началник западнотракийския войвода Димо Николов, който е и заместник главен войвода,
- V група с началник войводата Коста Саракостов от Доганхисар, Дедеагачко (след избирането му за секретар на ВТРО го замества войводата Колю Вазов)
- VI група,
- VII група с началник Руси Андонов.

Всяка група се е състои от по 1 до 4 чети със съответен войвода и секретар. Четите, обаче не са строго прикрепени към определена група, a командването и щаба на Организацията маневрират с войводския и четническия състав и ги разместват съобразно нуждите на борбата.
B юни 1923 г. правителството на Александър Цанков разпуска Организацията, но след няколко месеца на 17 септември 1923 г. в Хасково ВТРО е възстановена от Димитър Маджаров и Коста Георгиев. В централния комитет на Организацията влизат Димитър Маджаров, Коста Георгиев, Пею Поптрендафилов, Васил Попдимчев, Георги Василев и Иван Максимов.
Организационните ѝ структури подобно на ВМРО са нелегални бойни групи, възглавявани от районни отговорници и пунктови началници. Сформирани са отново и въоръжените чети, ръководени от войводи.
Тя установява контакти с легалните тракийски дружества в Хасково, Кърджалийско и Смолянско, а сформираните въоръжени чети съсредоточават своята дейност в Беломорска Тракия. ВТРО продължава да праща чети през границата и да подпомага хилядите бежанци от Беломорска и Одринска Тракия до 12.10.1927 г. когато е разпусната и е учреден Комитета за свободата на Тракия (КСТ) c председател Димитър Маджаров и подпредседател Константин Георгиев.